# Palazzo di Giustizia (Milano)

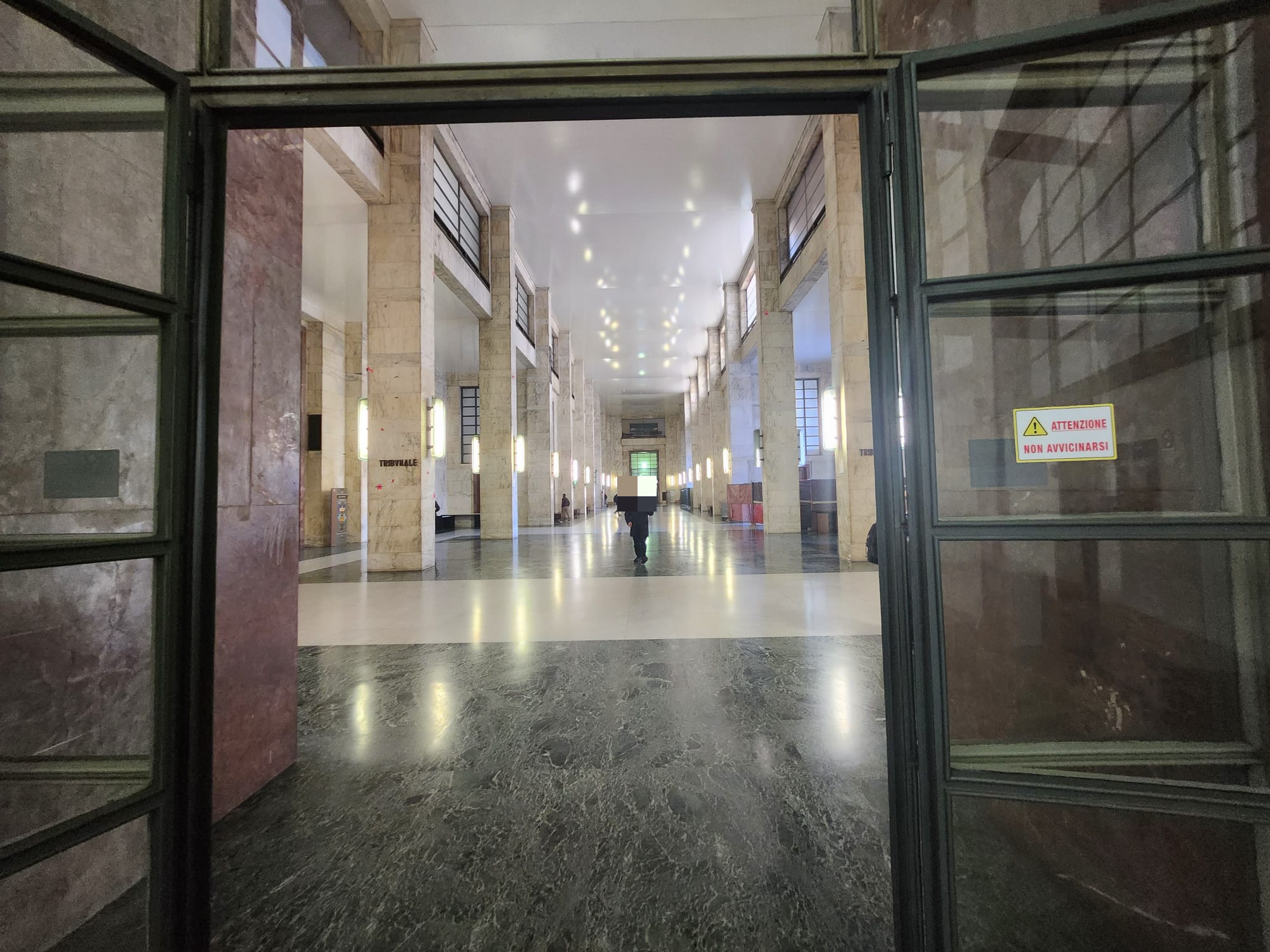
L'ingresso di Palazzo di Giustizia, uno dei saloni

Il palazzo di Giustizia è un edificio storico di Milano situato in via Carlo Freguglia al civico 1. È sede del Tribunale Ordinario e relativa Procura della Repubblica, della Corte d'appello di Milano e relativa Procura Generale della Repubblica e del Tribunale di Sorveglianza.

## Storia
Fu costruito tra il 1932 e il 1940 sotto la direzione dell'architetto Marcello Piacentini in stile Novecento. Per la sua costruzione furono abbattute la chiesa di San Filippo Neri in Bovisasca e il convento delle Schiave di Maria, ma l'edificio occupa all'incirca l'area dove sorgeva la caserma Principe Eugenio di Savoia.

## Descrizione

Il Palazzo di Giustizia di Milano in costruzione

Occupa un'area quadrilatera di circa 30.000 m², un enorme volume che si eleva su una pianta a forma di trapezio, aperta da otto cortili di differente ampiezza.
Elevato su quattro piani e due piani ammezzati, l'accesso ai vari settori è garantito da sei scaloni e nove ascensori, cui si aggiungono numerose scale secondarie. 
Preceduta da una monumentale gradinata, la facciata principale si apre su un triplice portale di accesso al grande vestibolo di smistamento, alto venticinque metri.
Imponenti frasi latine riguardanti i principi della giurisprudenza dominano l'ingresso principale e i due avancorpi sulla facciata principale:
Al sommo dell'avancorpo di sinistra:
- Iurisprudentia est divinarum atque humanarum / rerum notitia iusti atque iniusti scientia ("La giurisprudenza è la scienza degli affari divini e umani, dei fatti giusti e ingiusti")

Al sommo dell'ingresso principale:
- Iustitia / Iuris praecepta sunt haec: honeste vivere / alterum non laedere, suum cuique tribuere ("Giustizia / I precetti del diritto sono questi: vivere onestamente / non ledere l'Altro, attribuire a ciascuno il suo")

Al sommo dell'avancorpo di destra:
- Sumus ad iustitiam nati neque opinione / sed natura constitutum est ius ("Siamo chiamati alla giustizia fin da quando siamo nati e sulla natura si fonda il diritto, non sull'opinione")

## Stile e influenze

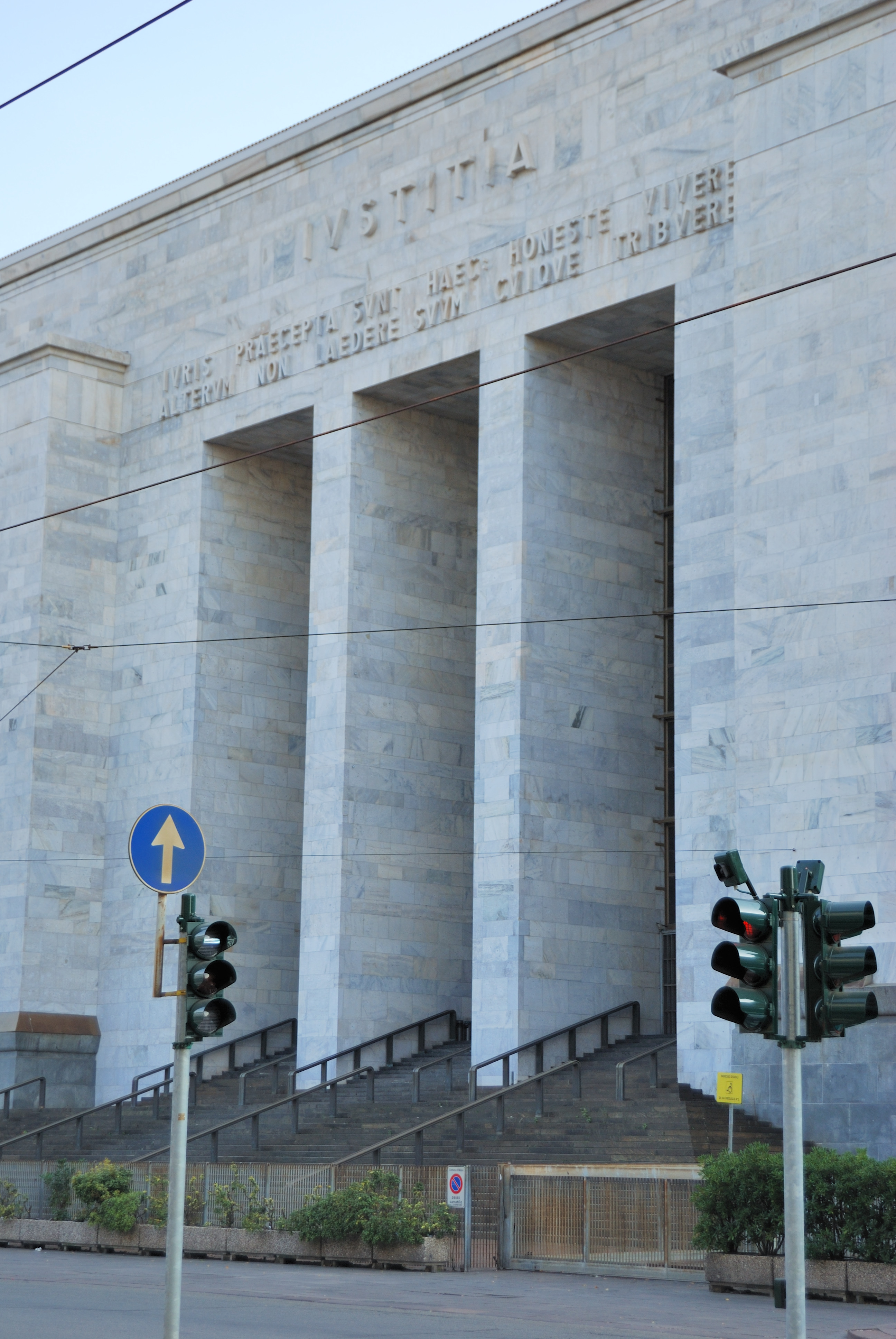
L'ingresso principale situato in corso di Porta Vittoria

Lo stile in cui è realizzato è chiamato "stile Novecento", teorizzato da Margherita Sarfatti intorno al 1920. Il palazzo ispirò anche altre costruzioni: ad esempio, fu preso a modello da Francesco Leoni, nel 1937, per il progetto del nuovo Palazzo di Giustizia di Forlì, città che allora, in quanto "Città del Duce", costituiva una vetrina delle realizzazioni del regime fascista.

## Opere d'arte
Il palazzo milanese internamente fu decorato con diversi mosaici, altorilievi, affreschi e sculture che, ispirate alla tradizione artistica romana, dovevano illustrare la storia della giustizia, inoltre raccoglie importanti opere d'arte tra cui:
- Carlo Carrà, Giustiniano che ammira la giustizia, affresco, 1938.
- Giovanni Colacicchi, Zaleuco, giudice di Locri, olio su faesite.
- Achille Funi, Mosè con le tavole della legge, affresco, 1936-39.
- Leone Lodi, cinque bassorilievi sovrapporte in marmo: Sant'Ambrogio, I Visconti, La fondazione dei Fasci (andato distrutto dopo il 25 aprile).
- Arturo Martini, La Giustizia fascista, marmo, 1936-37.
- Piero Marussig, La Giustizia, mosaico.
- Enzo Morelli, Giustizia divina e umana trionfante, aula della cancelleria generale, affresco, 1938-39
- Siro Penagini, Mosè che detta le leggi, affresco, 1937.
- Romano Romanelli, La Giustizia di Traiano, altorilievo, 1939.
- Antonio Giuseppe Santagata, mosaici Giustiniano, La Giustizia, Il canonico Graziano, Napoleone legislatore; Le leggi fasciste è stato rimosso dopo la caduta del Fascismo.
- Attilio Selva, La Giustizia, marmo e porfido.
- Gino Severini, I dieci comandamenti, mosaico.
- Mario Sironi, La Giustizia armata con la legge, mosaico, 1936.
- Mario Tozzi, Il Paradiso Perduto, affresco, 1938.

## Dislocazione uffici
- Sede principale: via Freguglia n. 1[4]
- Sezione lavoro, sezione IX civile - famiglia, sezione VIII civile - minori e soggetti deboli: via San Barnaba 50[4]